# Spectrothèque
Une spectrothèque ou une banque de spectres de masse est un ensemble de « signatures » (spectres de masse) permettant d'identifier des atomes ou molécules lors d'analyses faites au moyen de la spectrométrie de masse. Elles concernent généralement la physicochimie et plus précisément la chimie analytique, mais aussi la cosmologie, la microbiologie (dans ce cas par exemple pour identifier des molécules du métabolisme humain, des moisissures et des dermatophytes, ou des bactéries via l'analyse de leurs protéines totales (protéines ribosomales et associées aux membranes).

## Accès
Les machines commercialisées peuvent l'être avec diverses banques de spectre  intégrées à l'appareil (mise à jour pour les nouvelles molécules), et le chimiste peut accéder à des banques en lignes complémentaires, générales ou thématiques et spécialisées (ex : banque de spectre de centaines de triterpènes uniquement, ou banque de spectre de composés volatils d'arômes alimentaires, etc.).

## Histoire
Dans les années 1970, l'apparition de l'informatique permet de stocker des profils de spectrométrie sur des cartouches digitales, puis sur différents supports numériques, permettant une automatisation de la reconnaissance des molécules,.